# Marianne Hammerl

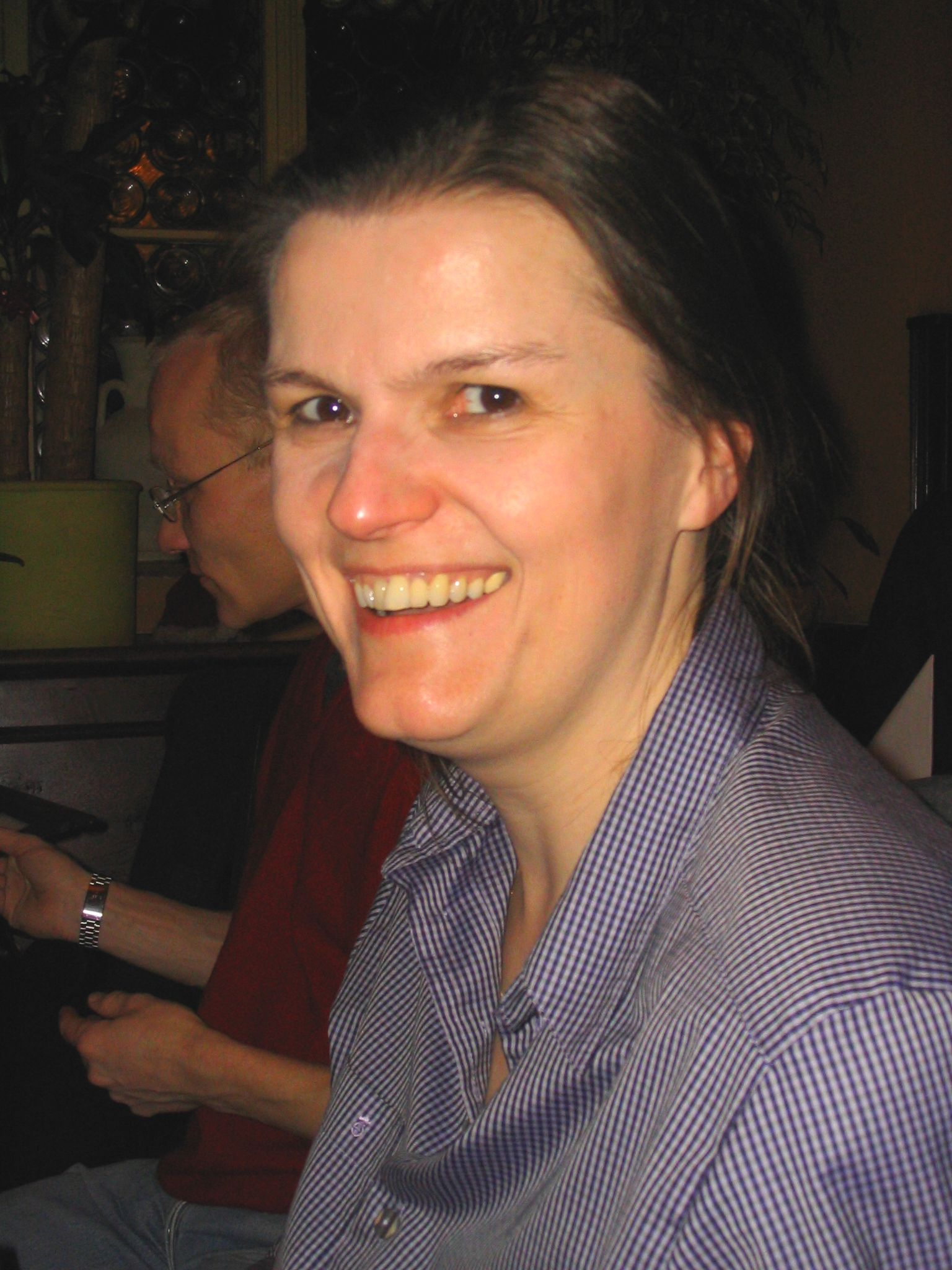
Marianne Hammerl (2003)

Marianne Hammerl (* 8. Mai 1959 in Oberhausen; † 23. Februar 2008 in Regensburg) war eine deutsche Psychologin.

## Leben
1984 legte sie ihr Diplom in Psychologie in Düsseldorf ab. Am 25. Januar 1991 folgte die Promotion an der Universität Düsseldorf zum Thema Effekte signalisierter Verstärkung. Ein experimenteller Beitrag zu den Grundlagen der Lernpsychologie. 1991 war sie Gewinnerin des Förderpreises für Wissenschaft der Landeshauptstadt Düsseldorf. Hammerl habilitierte 1999 an der Universität Düsseldorf zum Thema „Der Operationalisierungseffekt. Über den Einfluss der Forschungsstrategie auf die Befunde der experimentellen Psychologie“.
Sie hatte von 2002 bis 2008 die Professur für Psychologie an der Universität Regensburg inne, mit den Schwerpunkten Sozialpsychologie, Arbeits- und Organisationspsychologie sowie Psychologie im Rahmen des Erziehungswissenschaftlichen Studiums für Lehrkräfte.
Hammerl war Vertrauensdozentin der „Bayerischen Elite Akademie“ sowie Wissenschaftliche Leitung am „Zentrum für Weiterbildung Regensburg“ vom 1. Januar 2006 bis zum Ableben. Außerdem war sie Vorsitzende der Preis-Jury des Preises für Wissenschaftspublizistik der Deutsche Gesellschaft für Psychologie e.V. und Frauenbeauftragte der Universität Regensburg.

## Forschungsschwerpunkte
Marianne Hammerls Forschungsschwerpunkte waren Allgemeine Psychologie, Sozialpsychologie, Organisationspsychologie, Methoden der Psychologie mit Unterkategorien Lernen, Gedächtnis und Wissen, Soziale Kognition, Training, Lernen, Personalentwicklung.

## Veröffentlichungen (Auswahl)
- mit M. Sauerland (2006). Das Affiliationsmotiv: Regulative Mechanismen sozialer Anschlussmotivation. In E.H. Witte (Hrsg.), Evolutionäre Sozialpsychologie und automatische Prozesse. Beiträge des 21. Hamburger Symposions zur Methodologie der Sozialpsychologie. Lengerich: Pabst.
- mit E. P. Fulcher (2005). Reactance in affective-evaluative learning: Outside of conscious control?. Cognition and Emotion, 19 (2), 197–216.
- mit K. W. Lange, K. H. Bäuml, M. W. Greenlee und A. Zimmer (2005). Experimentelle Psychologie. Beiträge zur 47. Tagung experimentell arbeitender Psychologen, Universität Regensburg, 4.–6. April 2005. Lengerich: Pabst.
- mit O.  Tucha, L. Mecklinger, K. Maier, und K. W. Lange (2004). Chewing gum differentially affects aspects of attention in healthy subjects. Appetite, 42 (3), 327–329.
- mit O. Tucha, L. Mecklinger und K. W. Lange (2004). Effects of gum chewing on memory and attention: Reply to Scholey. Appetite, 43 (2), 219–220.
- (2000). Der Operationalisierungseffekt. Über den Einfluss der Forschungsstrategie auf die Befunde der experimentellen Psychologie. Lengerich: Pabst. (Habilitation).
- mit H. J. Grabitz (1993). Bewusstes vs. unbewusstes Lernen: Neue Ergebnisse zu einer alten Kontroverse. In L. Montada (Hrsg.), Bericht über den 38. Kongress der Deutschen Gesellschaft für Psychologie in Trier 1992 (Band 2). Göttingen: Hogrefe.
- mit H. J. Grabitz und Gisla Gniech (1993). Die kognitiv-physiologische Theorie der Emotion von Schachter. In D. Frey & M. Irle (Hrsg.), Theorien der Sozialpsychologie. Band 1: Kognitive Theorien (2. vollst. überarb. u. erw. Aufl.). Bern: Huber.
- (1991). Effekte signalisierter Verstärkung. Ein experimenteller Beitrag zu den Grundlagen der Lernpsychologie. Regensburg: Roderer. (Dissertation).